# 20 000 jours sur Terre
Pour plus de détails, voir Fiche technique et Distribution.
20 000 jours sur Terre (20 000 Days on Earth) est un documentaire musical dramatique britannique de 2014, coécrit et réalisé par Iain Forsyth et Jane Pollard,. Nick Cave a également coécrit le script avec Forsyth et Pollard. Le film a été présenté pour la première fois en compétition dans le cadre de la Compétition mondiale du documentaire cinématographique au Sundance Film Festival 2014 le 20 janvier 2014,. Il a remporté deux prix lors de ce festival,. 
Après sa première au Sundance Film Festival, Drafthouse Films a acquis les droits de distribution du film,. Le film est sorti le 17 septembre 2014 aux États-Unis. 

## Synopsis
Le film dépeint une période fictive de 24 heures dans la vie du musicien, auteur-compositeur, scénariste, acteur et mannequin australien Nick Cave avant et pendant l'enregistrement de son album de 2013, Push the Sky Away.

## Sortie en salles
Le film a également été présenté en première au 64e Festival international du film de Berlin dans la section Panorama Dokumente, en février 2014,, et au True/false Film Festival en 2014. Il a également servi de film de soirée d'ouverture au Festival du film de Sydney le 4 juin 2014,. 
Il est sorti en salles le 19 septembre 2014 au Royaume-Uni. 

## Accueil
20 000 jours sur Terre a reçu une reconnaissance générale lors de sa première au Festival du film de Sundance 2014. L'agrégateur de critiques Rotten Tomatoes obtient un score de 97% d'avis positifs sur 38 critiques, avec une moyenne de 7,4 sur 10. Sur Metacritic, qui attribue une note moyenne pondérée sur 100 avis, le film détient une note moyenne de 84, sur la base de 15 critiques, indiquant une « acclamation universelle ». 
Cory Everett d'Indiewire a fait l'éloge du film et a déclaré que « Bien que le documentaire devrait s'avérer indispensable pour les fans de Nick Cave, il devrait être inspirant pour ceux qui s'intéressent au processus créatif ou pour quiconque à la recherche de sa muse. »
John Semley de Slant Magazine a donné au film deux étoiles et demie sur quatre et a déclaré que « Bien que le film soit apparemment accessible en tant que portrait d'un artiste qui semble particulièrement à l'écoute de son propre processus créatif et particulièrement habile à décrire cette harmonisation, il est peu probable que beaucoup de ceux qui ne sont pas déjà fans des Bad Seeds soient capables de supporter une grande partie du style pompeux et prétentieux de Cave. »
Rob Nelson, dans sa critique pour Variety, a fait l'éloge du film en disant que « Cette étude innovante de Nick Cave se déguise de manière ludique en fiction tout en satisfaisant plus que les exigences d'un documentaire biographique. »
David Rooney dans son édito pour The Hollywood Reporter a déclaré que « ce qui rend 20 000 jours sur Terre particulier, c'est qu'il donne un aperçu de l'homme et de son art tout en créant l'illusion que cela s'est produit organiquement — à partir de ruminations poétiques, de rencontres occasionnelles, des visites fantomatiques et de la bonne vieille psychanalyse freudienne. »

## Distinctions
| Année | Récompense                                | Catégorie                                                     | Bénéficiaires                 | Résultat   |
| ----- | ----------------------------------------- | ------------------------------------------------------------- | ----------------------------- | ---------- |
| 2014  | Festival du film de Sundance              | Prix du Grand Jury du Cinéma Mondial : Documentaire           | Iain Forsyth and Jane Pollard | Nomination |
| 2014  | Festival du film de Sundance              | Prix de la mise en scène : Documentaire sur le cinéma mondial | Iain Forsyth and Jane Pollard | Lauréat,   |
| 2014  | Festival du film de Sundance              | Prix du montage : Documentaire sur le cinéma mondial          | Jonathan Amos                 | Lauréat,   |
| 2014  | Festival du film de Sydney                | Meilleur film                                                 | Iain Forsyth and Jane Pollard | Nomination |
| 2014  | Festival international du film d'Istanbul | Compétition internationale : Prix FIPRESCI                    | Iain Forsyth and Jane Pollard | Lauréat    |
| 2014  | Festival de Cinéma de la Ville de Québec  | Grand Prix de la compétition officielle — long métrage        | Iain Forsyth and Jane Pollard | Lauréat    |
| 2014  | Festival international du film d'Athènes  | Compétition Musique & Films : Athena d'Or                     | Iain Forsyth and Jane Pollard | Lauréat    |
| 2015  | British Academy Film Awards               | Meilleur documentaire                                         | —                             | Nomination |
| 2015  | Film Independent's Spirit Awards          | Meilleur documentaire                                         | Iain Forsyth and Jane Pollard | Nomination |